# Etnografía de Uruguay
La mayor parte de la población de Uruguay es de ascendencia europea, en su mayoría española e italiana, secundariamente hay aporte africano y nativo americano, en minoría. Estas migraciones se dieron mayormente durante los siglos XIX y XX. Las inmigraciones francesas, alemanas y portuguesas colaboraron en la configuración de una población relativamente homogénea. Dentro del núcleo de descendientes de europeos hay un 9% de descendientes de vascos (franceses y, sobre todo, españoles).[cita requerida]

## Etnias
Casi un tercio de la población total del Uruguay es mestiza (31%), mezcla de los indígenas y europeos. También hay descendientes de esclavos provenientes de África durante el período colonial, muchos de ellos mulatos. La mayoría se encuentra en Montevideo y en las zonas rurales del país. De acuerdo con los datos de la Encuesta Continua de Hogares del Instituto Nacional de Estadística, las personas afrodescendientes y de raza negra representan el 5% de la población del país.
En 1996-1997, la Encuesta de Hogares solicitó la autodeclaración de “raza”, y en 2006, la de ascendencia. La primera arroja que 5,9% de la población se consideraba “negra o negra y sus mezclas”, y 0,4%, “indígena y sus mezclas”, mientras que para la ascendencia los valores ascendían a 9,1% y 4,5% respectivamente. Respecto a la encuesta de los años noventa un 0,4% de los uruguayos se declaró de “raza amarilla”, en la siguiente ocasión quienes se autodefinieron dentro de dicha “raza” alcanzaron el 0,5% del total poblacional.
Durante la década de 1990 estudios genéticos permitieron hacer estimación de la magnitud del aporte africano e indígena en la población del actual Uruguay, además de determinar diferencias entre las diversas regiones del país. Por ejemplo, la contribución indígena fue estimada en 20% en Tacuarembó, al nordeste del país, pero en apenas 1 % en Montevideo, con zonas de valores intermedios como cerro Largo (8%) también en el nordeste del país. El único estudio hecho en una muestra que representa el total del país, basado en el estudio de varios loci de ADN nuclear, se realizó en 2005 y reveló un aporte indígena del 10%.
En cambio, el aporte africano resultó ser más homogéneo en las distintas regiones; los estudios mencionados determinaron una contribución de 15 % en Tacuarembó, 10 % en cerro Largo, y 7 % en Montevideo, mientras que para el total del país se estimó en 6 por ciento.
En el caso del ADN mitocondrial (ADNmt) que se transmite exclusivamente por vía materna, los resultados dieron el mayor aporte indígena en Tacuarembó con un 62 %, valores intermedios en cerro Largo (30 %), y un mínimo en Montevideo (20 %), el promedio nacional fue de un 31 %.
En el caso del cromosoma Y transmisible únicamente por vía paterna, es mucho más escaso, en Montevideo la cantidad de personas con ancestros africanos por línea masculina fue estimada entre 4 y 10%, y se determinó un valor entre el 2 y el 4% para la ascendencia indígena; en Tacuarembó, se detectó una prevalencia de aproximadamente el 8 y 13%, respectivamente. En una muestra del total del país mediante el estudio de STRs se detectó que aproximadamente 1% de la población tenía ancestros africanos por vía paterna, y 5% ancestros indígenas.

## Estudios biológicos
Se han realizado varios estudios genéticos para definir el perfil ancestral del individuo uruguayo:
Generales
- 84,1 % europeo; 10,4 % amerindio; 5,6 % africano; (Hidalgo et al, 2005): Genetic admixture estimate in the Uruguayan population based on the loci LDLR, GYPA, HBGG, GC and D7S8, fuente: International Journal of Human Genetics.[5]
- 83,0 % europeo; 5,0 % amerindio; 12,5 % africano; (Hidalgo et al, 2014): Questioning the melting pot: Analysis of Alu inserts in three population samples from Uruguay, fuente: Human Biology.[6]
- 77,1 % europeo; 13,2 % americano; 9,8 % africano; (Bonilla et al, 2015): Breast cancer risk and genetic ancestry: a case–control study in Uruguay, fuente: BMC Womens Health.[7]

Regionales
- 82,0 % europeo; 8,0 % amerindio; 10,0 % africano; en cerro Largo (Sans et al, 2006): Population structure and admixture in Cerro Largo, Uruguay, based on blood markers and mitochondrial DNA polymorphisms, fuente: American Journal of Human Biology.[8]
- 65,0 % europeo; 31,5 % amerindio; en Tacuarembó (Bertoni et al, 2004): Substantial Native American female contribution to the population of Tacuarembó, Uruguay, reveals past episodes of sex-biased gene flow, fuente: American Journal of Human Biology.[9]

Por línea de herencia
- 49,0 % europeo; 30,0 % amerindio; 21,0 % africano; por línea materna (ADN-mt) en Cerro Largo (Sans et al, 2006): Population structure and admixture in Cerro Largo, Uruguay, based on blood markers and mitochondrial DNA polymorphisms, fuente: American Journal of Human Biology.[8]
- 62,0 % americano; por línea materna (ADN-mt) en Tacuarembó (Bertoni et al, 2004): Substantial Native American female contribution to the population of Tacuarembó, Uruguay, reveals past episodes of sex-biased gene flow, fuente: American Journal of Human Biology.[9]